# Mystacophorus mystax
Mystacophorus mystax är en skalbaggsart som beskrevs av Duvivier 1891. Mystacophorus mystax ingår i släktet Mystacophorus och familjen långhorningar. Inga underarter finns listade i Catalogue of Life.